# Mapa (entreprise allemande)
Pour les articles homonymes, voir Mapa.
Mapa GmbH est une entreprise allemande, créée en 1947 et spécialisée dans la fabrication de produits en latex.
Elle est notamment propriétaire de la marque de préservatifs Billy Boy vendue dans de nombreux pays (Allemagne, Autriche, Royaume-Uni, Russie, Espagne, Pays-Bas, République tchèque),.
La gamme de produits comprend les couches, brosses à dents, biberons et boucliers d'allaitement.
Mapa est certifiée DIN ISO 9001.